# 浪花礁
浪花礁（英语：Bombay Reef），是西沙群島宣德群岛最南的环礁，位于东岛环礁的南面。环礁发育完整，合围潟湖。这里暗礁很多，礁盘接近海面有明显浪花带，故得名，又称“蓬勃礁”（越南语：／，“飛花石”之意）。浪花礁设置有灯塔，附近有国际航道。
浪花礁瀉湖最深处仅17米，大部分水深在10米以内，取砂十分方便，为人工造岛提供了充足的原材料。

## 历史
2012年8月9日，一艘越南渔船在三沙市浪花礁海域出现主机故障后搁浅礁盘遇险，中華人民共和國交通運輸部南海救助局派出救助船“南海救115”轮，于当日下午5时将遇险渔船上的10人救出，送至三沙市永兴岛，移交相关部门处理。
2012年8月22日，浪花礁灯塔维修工程已通过竣工验收。

## 位置
1996年，中国政府发布关于领海范围的声明，浪花礁有四点是中国领海基点。
- 浪花礁（1）北纬16°04.4' 东经112°35.8'
- 浪花礁（2）北纬16°01.9' 东经112°32.7'
- 浪花礁（3）北纬16°01.5' 东经112°31.8'
- 浪花礁（4）北纬16°01.0' 东经112°29.8'